# Resolució 2415 del Consell de Seguretat de les Nacions Unides
La Resolució 2415 del Consell de Seguretat de les Nacions Unides fou adoptada per unanimitat el 15 de maig de 2018. Després de recordar les resolucions prèvies sobre la situació a Somàlia, el Consell aprova ampliar el mandat pel desplegament de la Missió de la Unió Africana a Somàlia (AMISOM) fins al 31 de juliol de 2018.
El Consell de Seguretat va aprovar un "replantejament tècnic" del mandat de l'AMISOM per donar temps a l'examen d'un informe d'avaluació abans d'una nova autorització. Alhora, va recordar que havia autoritzat la Unió Africana a reduir els efectius uniformats a 20.626 individus el 30 d'octubre de 2018, alhora que demanava al Secretari General de l'ONU que proporcionés suport logístic a l'AMISOM, a la UNSOM i als 10.900 soldats de l'exèrcit somali.